# Emmotum affine
Emmotum affine är en tvåhjärtbladig växtart som beskrevs av John Miers. Emmotum affine ingår i släktet Emmotum och familjen Icacinaceae. Inga underarter finns listade i Catalogue of Life.